# Mycoplasmatota
Phylum
Synonymes
- Mollicutota Whitman et al. 2018
- Mollicutaeota Oren et al. 2015
- Tenericutes Murray 1984

Les Mycoplasmatota sont un phylum monotypique du règne des Bacillati, au sein du domaine Bacteria. Son nom provient de Mycoplasma qui est le genre type de ce phylum.
Selon la LPSN (7 mai 2025) ce phylum ne contient qu'un seule classe, les Mollicutes Edward & Freundt 1967.

## Taxonomie
Ce phylum est proposé par R.G.E. Murray en 1984 dans la première édition du Bergey's Manual of Systematic Bacteriology sous le nom de « Tenericutes ». Ce n'est qu'en 2021 qu'il est publié de manière valide par Oren et Garrity après un renommage conforme au code de nomenclature bactérienne (le nom du phylum devant être dérivé de celui de son genre type, en l'occurrence Mycoplasma, par adjonction du suffixe -ota conformément à une décision de l'ICSP en 2021). Cette nouvelle dénomination est délibérément présentée comme une correction (nom. corrig.) de l'ancienne, et non comme un nom nouveau (nom. nov.), afin de laisser à R.G.E. Murray la paternité du taxon.